# Ascidia dorsata
Ascidia dorsata is een zakpijpensoort uit de familie van de Ascidiidae. De wetenschappelijke naam van de soort is voor het eerst geldig gepubliceerd in 1999 door Meenakshi & Renganathan.